# Horst-Wessel-Denkmal (Mainz)
Das Horst-Wessel-Denkmal in Mainz war ein Ehrenmal für den 1930 getöteten SA-Sturmführer Horst Wessel. Es wurde in den Jahren 1938/39 nach Entwürfen des Mainzer Architekten Hans Laxner und des Bildhauers Peter Dienstdorf errichtet.

## Geschichte
Im Zuge der während der Zeit des Nationalsozialismus einsetzenden propagandamäßigen Stilisierung Wessels zum Märtyrer, fasste die Stadt Mainz – wie einige andere deutsche Städte – den Beschluss, für ihn ein Ehrenmal zu schaffen. Als Standort wurde die in der Innenstadt gelegene Grünanlage der Kaiserstraße bestimmt. Das an dieser stehende Denkmal für den Stadtbaumeister Eduard Kreyßig wurde abgerissen.
Für die Gestaltung des geplanten Denkmals wurde ein Wettbewerb ausgeschrieben, den der aus Mainz stammende Architekt Hans Laxner und der Bildhauer Peter Dienstdorf für sich entscheiden konnten. Die Einweihung fand am 9. November 1939 statt.
Das Denkmal wurde während des Zweiten Weltkriegs bei einem Luftangriff zerstört. An seiner Stelle erinnert heute eine Büste wieder an den Stadtbaumeister Kreyßig.